# 濱海伯納姆
濱海伯納姆（英語：Burnham-on-Sea）是英國索美塞特郡的一座城鎮。直到18世紀晚期為主，濱海伯納姆都是一座小漁村。現在濱海伯納姆則發展為一個海濱度假地。據2011年英國人口普查，濱海伯納姆民政教區有人口19,576人。

## 外部連結
维基共享资源上的相關多媒體資源：濱海伯納姆